# David Granaat
David Granaat (Amsterdam, 14 maart 1914- Alkmaar, 21 januari 2005) was een Nederlands arts en kunstschilder.

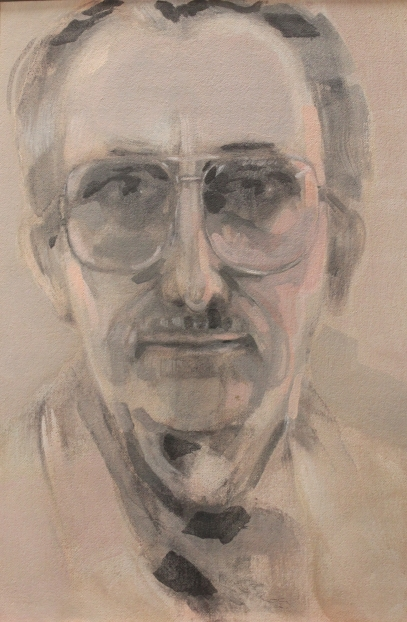
Zelfportret 1982

## Biografie
David Louis (Dé) Granaat werd op 14 maart 1914 geboren in Amsterdam als zoon van Louis Granaat en Sipora Vigevano. Hij trouwde op 8 februari 1940 met Aleida Anna ten Doesschot. Het echtpaar ging in april 1941 op de Kloveniersburgwal 117 wonen. Huisarts Granaat bleef gedurende de eerste oorlogsjaren van de Tweede Wereldoorlog beschikbaar voor zijn joodse patiënten, maar moest later toch naar elders uitwijken. Hij solliciteerde als ‘José van Ingen’ naar de functie van waarnemer voor een aan tbc lijdende huisarts in Schoonhoven. Zo kreeg hij het voor elkaar een volledige praktijk te voeren. David Granaat nam met zijn niet-joodse echtgenote een joods kind als onderduiker op.
Het echtpaar overleeft de oorlog en in 1952 wordt hun dochter Bonnie geboren. Gedurende de jaren vijftig en zestig kiest de medicus Granaat steeds meer voor penseel en etsnaald. In 1964 debuteert hij met een expositie in galerie De Drie Hendricken te Amsterdam. In 1968 vestigt Granaat zich in het kunstenaarsdorp Bergen. Granaat exposeert o.a. in Alkmaar, Apeldoorn, Rotterdam, Oostende, Bazel, Hamburg, Dortmund en Gdansk. De schilder-medicus ontvangt lovende kritieken van Prof. Dr. Hans Jaffé en kunsthistoricus Hans Redeker. David Granaat overlijdt op 21 januari 2005 in Alkmaar.

### Het avontuur van Granaat
Dé Granaat is jarenlang de Amsterdamse arts en endocrinoloog dr. D. Granaat geweest. Na een gedegen medische opleiding
- Granaat promoveert in 1952 op een fysiologisch onderzoek - gaat hij naar de Amsterdamse Vrije Academie om er schilderles te nemen.
“Dokter D. Granaat wordt steeds minder medicus en steeds meer kunstschilder. De gedaanteverandering van een intellectueel
tot een kunstenaar van het onderbewuste, en dit op middelbare leeftijd, is een hachelijk avontuur en een zeldzaam verschijnsel.”
Dit schrijft recensent Frans Duister in 1966 in dagblad De Tijd over David Granaat.
Toch is Granaat geen medicus die later is gaan schilderen en ook is hij geen schilderende dokter. Artisticiteit en medisch inzicht hebben bij de Bergense kunstenaar samen gezorgd voor een schilderkunstige visie op de mens, die tot heel boeiende kunst heeft geleid. In de actie voor een beter leefklimaat in ziekenhuizen vinden de kunstenaar en de arts elkaar. Zijn medische achtergrond als fysioloog herkennen we in de anatomische benadering van zijn figuren. Soms lijkt er zelfs een verband te bestaan tussen zijn zwart-wit werk en zijn röntgenfoto’s.

### Granaat, de paardenman

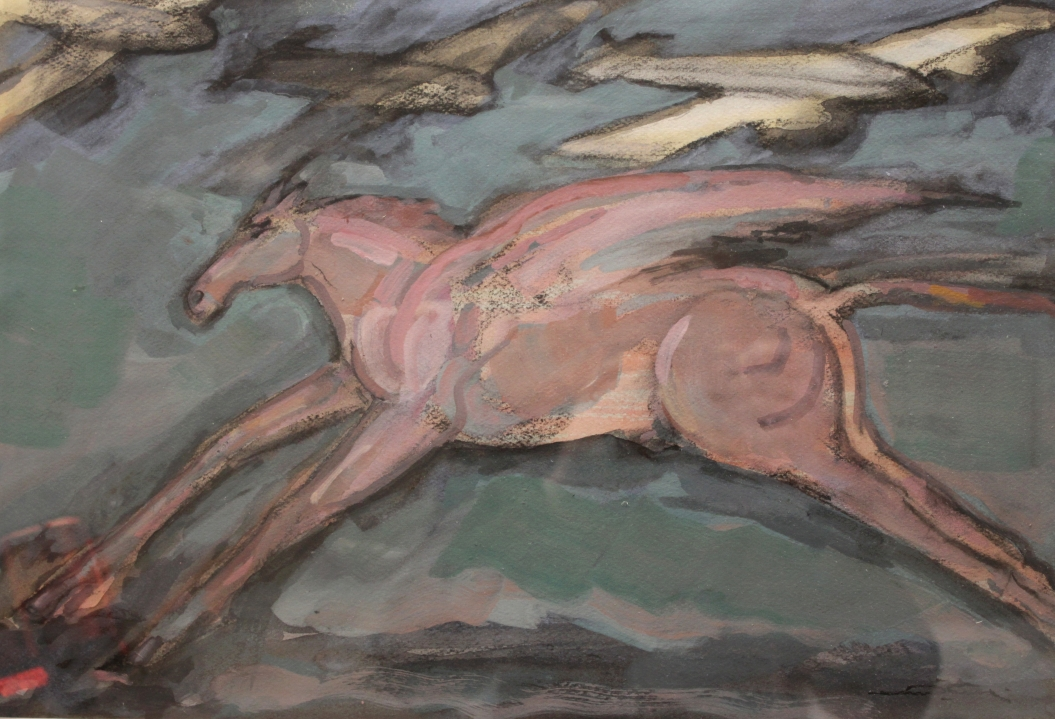
Pegasus op D-Day

Een prettig en geheel ander aspect van het oeuvre van Granaat vormen zijn schilderijen van paarden zoals: Amazonen te Paard, Klein Werkpaard, Nacht van Pegasus, Dame met wit Paard en Pegasus in Vuurland.
Ook via dit paarden-thema experimenteert Granaat met allerlei materialen en technieken: olieverf, ei-tempera, gouache, acryl, pastel, mixed media, ets en droge naald.
De arts-ambachtsman Granaat is als beeldende kunstenaar in hoge mate intuïtief. Zijn gestalten en composities zijn, zoals Prof. Hans Jaffé het ooit uitdrukte, niet "gemaakt" of "gevormd", maar "ontstaan".

### Granaat, de bevlogen bestuurder
In 1969 waren David Granaat en David Kouwenaar (1921-2011) vooraanstaande leden van de Actiegroep Bergen, een politiek actiecomité dat bestond uit diverse leden van het Kunstenaars Centrum Bergen (KCB).
In 1974 zag Granaat de mogelijkheid om zijn werk op het terrein van kunst en geneeskunde te verenigen, door te pleiten voor kunst in ziekenhuizen. Granaat werd medeoprichter van de stichting Ziekenhuis-kunstprogramma (ZKP).
Om de doelen van het ZKP te kunnen realiseren werkte Granaat samen met twee collega’s van het KCB; David Kouwenaar en Jan Budding.
Granaat was van 1979 tot 1987 bestuurslid van de belangen-organisatie BBK’69. In diezelfde periode was hij eveneens lid en uiteindelijk ook voorzitter van het KCB. Door zijn activiteiten in het KCB zat hij als afgevaardigde in de sectie figuratieve kunst van de culturele raad van Noord-Holland.